# ᵻ
Cette page contient des caractères spéciaux ou non latins. S’ils s’affichent mal (▯, ?, etc.), consultez la page d’aide Unicode.
La lettre ᵻ (minuscule sans forme majuscule), appelée i avec empattements barré ou petite capitale i barré, est une lettre additionnelle de l’alphabet latin utilisée comme symbole dans plusieurs systèmes de transcription phonétique. Elle est composée d’une petite capitale i et d’une barre inscrite.

## Utilisation
La petite capitale i barré ‹ ᵻ › est utilisé pour représenter une voyelle pré-fermée centrale non arrondie ou une voyelle fermée postérieure non arrondie, selon le système de transcription phonétique. Ces voyelles sont respectivement représentées par [ɪ̈] et [ɯ] avec l’alphabet phonétique international.
Daniel Jones et Solomon Tshekisho Plaatje utilise la petite capitale i barré ‹ ᵻ ›, dans un ouvrage d’apprentissage du tswana publié en 1916, afin de mieux le distinguer du i lorsque surmonté d’un accent indiquant le ton.
Il est aussi utilisé, dans The Oxford Dictionary of Pronunciation for Current English publié en 2001, pour représenter une voyelle pouvant être réalisée comme une voyelle pré-fermée antérieure non arrondie [ɪ] ou une voyelle moyenne centrale [ə].
Dans l’application iPA Phonetics, le symbole /ᵻ/ est utilisé pour représenter une voyelle pré-fermée postérieure non arrondie.

## Représentation informatique
Cette lettre possède la représentation Unicode (Extensions phonétiques) suivante :
| formes    | représentations | chaînes de caractères | points de code | descriptions                                    |
| --------- | --------------- | --------------------- | -------------- | ----------------------------------------------- |
| minuscule | ᵻ               | ᵻ                     | U+1D7B         | lettre minuscule latine petite capitale i barré |